# Декстрорфан
Декстрорфан (DXO) — психоактивное вещество, которое используется как противокашлевое средство и диссоциативный галлюциноген. Оно является правовращающим стереоизомером рацеморфана, в то время как левовращающим является леворфанол. Декстрорфан образуется при О-деметилировании декстрометорфана при действии CYP2D6. Декстрорфан является NMDA-антагонистом, что способствует злоупотреблению декстрометорфаном.

## Фармакология
- Неконкурентный антагонист N-метил-D-аспартатного рецептора (NMDAR).[2][3][4]

- Агонист рецепторов σ1 и σ2.[5][6]

- Антагонист никотиновых ацетилхолиновых рецепторов α3β4, α4β2 и α7.[7][8]

- Блокатор кальциевых каналов L-типа.[4][9]

По фармакологическим свойствам декстрорфан похож на декстрометорфан. Однако декстрорфан — существенно более эффективный антагонист NMDA-рецептора и значительно более слабый ингибитор обратного захвата серотонина по сравнению с декстрометорфаном.